# Karla Bonoff
Pour les articles homonymes, voir Bonoff.
Karla Bonoff est une auteur de chanson et chanteuse américaine née le 27 décembre 1952, à Los Angeles.
En tant qu'auteur-compositrice elle a vu certaines de ses chansons interprétées par d'autres artistes : Home par Bonnie Raitt, Tell Me Why par Wynonna Judd ou Isn't It Always Love par Lynn Anderson. Linda Ronstadt a également enregistré un certain nombre de ses chansons, notamment trois titres de son album de 1976 Hasten Down the Wind (Someone To Lay Down Beside Me, Lose Again et If He's Ever Near).

## Discographie

### Albums
Titre de l'album suivi, le cas échéant, du classement dans les charts.
- Karla Bonoff (1977) #52 US
- Restless Nights (1979) #31 US
- Wild Heart of the Young (1982) #49 US
- New World (1988)
- All My Life: The Best of Karla Bonoff (1999)
- New World reissue (2000)[3]
- Live (2007)
- Columbia Collection (2008)
- Silent Night (2020)

### Singles
| Année | Chanson                   | US Hot 100 | US Adult Contemporary | Album                   |
| ----- | ------------------------- | ---------- | --------------------- | ----------------------- |
| 1978  | I Can't Hold On           | 76         | -                     | Karla Bonoff            |
| 1979  | When You Walk In The Room | 101        | -                     | Restless Nights         |
| 1980  | Baby Don't Go             | 69         | 35                    | Restless Nights         |
| 1982  | Personally                | 19         | 3                     | Wild Heart of the Young |
| 1982  | Please Be the One         | 63         | 22                    | Wild Heart of the Young |
| 1984  | Somebody's Eyes           | 109        | 16                    | BO de Footloose         |
| 1994  | Standing Right Next To Me | -          | 38                    | BO de 8 Seconds         |